# Saint-Jurs
Saint-Jurs är en kommun i departementet Alpes-de-Haute-Provence i regionen Provence-Alpes-Côte d'Azur i sydöstra Frankrike. Kommunen ligger  i kantonen Moustiers-Sainte-Marie som ligger i arrondissementet Digne-les-Bains. År 2022 hade Saint-Jurs 137 invånare.

## Befolkningsutveckling
Antalet invånare i kommunen Saint-Jurs
Referens: INSEE